# Pearl (drums)

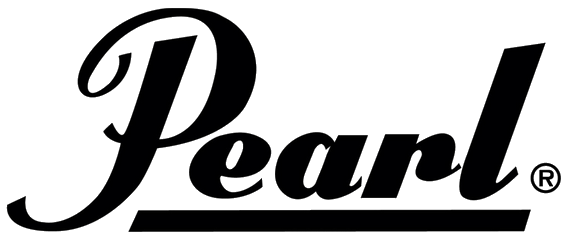

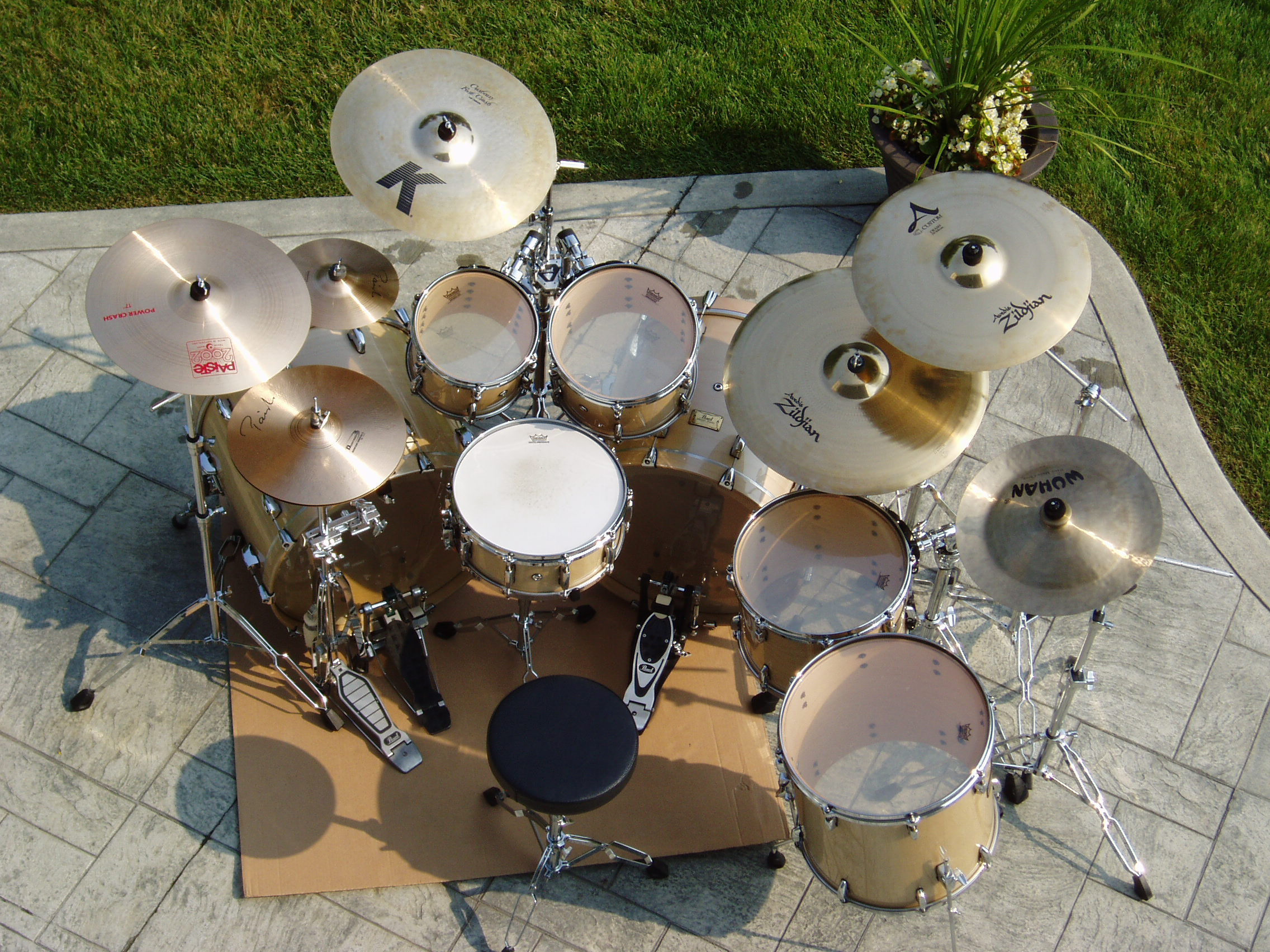
Een Pearl Masters drumstel met Zildjian Paiste en Wuhan bekkens

De Pearl Musical Instrument Company  is een Japans bedrijf gespecialiseerd in muziekinstrumenten, vooral percussie en drums. 
Pearl werd opgericht door Katsumi Yanagisawa, die begon met het fabriceren van muziekstandaards in 1946. In 1950 richtte Katsumi zijn aandacht op  drums en noemde zijn bedrijf "Pearl industry, Ltd"
In 1953 werd de naam van het bedrijf veranderd in "Pearl musical instrument company" en was de productie toegenomen met het maken van drumstellen, drumbandinstrumenten, pauken, latijnse percussieïnstrumenten, bekkens, standaards en accessoires.
De oudste zoon van Katsumi, Mitsuo, kwam in 1957 bij Pearl werken en vormde een wereldwijd netwerk om producten van Pearl te kunnen distribueren.
In 1965 bedacht Mitsuo een plan om Pearl bij de frontlinie van de percussie-industrie te brengen
In dit plan stond onder andere:
- Nieuwe productontwikkelingen maken met gelijke of betere kwaliteit dan hetgeen al aangeboden werd
- Een grote, moderne fabriek maken in China
- Een tweede fabriek bouwen in Taiwan
- Een wereldwijd dealer- en servicenetwerk opbouwen

Als onderdeel van dit plan werd in 1966 het eerste professionele drumstelserie op de markt gebracht, de "President series".
Ook werd in 1973 de fabriek in Taiwan geopend.
In Taiwan staan vijf fabrieken, de oude fabriek in China wordt gebruikt om de Japanse markt te voorzien.